# غيضة برجف (المكلا)

تعديل مصدري - تعديل

غيضة برجف هي إحدى قرى عزلة المكلا بمديرية المكلا التابعة لمحافظة حضرموت، بلغ تعداد سكانها 537 نسمة حسب تعداد اليمن لعام 2004.